# Stany Zjednoczone na Zimowych Igrzyskach Olimpijskich 1992
Stany Zjednoczone na Zimowych Igrzyskach Olimpijskich 1992 reprezentowało 147 zawodników. Był to szesnasty start Stanów Zjednoczonych na zimowych igrzyskach olimpijskich.

## Zdobyte medale
| Medal  | Zawodnik                                                  | Dyscyplina sportowa   | Konkurencja               |
| ------ | --------------------------------------------------------- | --------------------- | ------------------------- |
| Złoto  | Kristi Yamaguchi                                          | Łyżwiarstwo figurowe  | Solistki                  |
| Złoto  | Donna Weinbrecht                                          | Narciarstwo dowolne   | Jazda po muldach kobiet   |
| Złoto  | Cathy Turner                                              | Short track           | 500 m kobiet              |
| Złoto  | Bonnie Blair                                              | Łyżwiarstwo szybkie   | 500 m mężczyzn            |
| Złoto  | Bonnie Blair                                              | Łyżwiarstwo szybkie   | 1000 m mężczyzn           |
| Srebro | Hilary Lindh                                              | Narciarstwo alpejskie | Zjazd kobiet              |
| Srebro | Diann Roffe                                               | Narciarstwo alpejskie | Gigant kobiet             |
| Srebro | Paul Wylie                                                | Łyżwiarstwo figurowe  | Soliści                   |
| Srebro | Darcie Dohnal Amy Peterson Cathy Turner Nikki Ziegelmeyer | Short track           | Sztafeta kobiet           |
| Brąz   | Nancy Kerrigan                                            | Łyżwiarstwo figurowe  | Solistki                  |
| Brąz   | Nelson Carmichael                                         | Narciarstwo dowolne   | Jazda po muldach mężczyzn |

## Wyniki reprezentantów Stanów Zjednoczonych

### Biathlon
Mężczyźni
- Duncan Douglas

sprint – 55. miejsce
bieg indywidualny – 59. miejsce
- Jon Engen

bieg indywidualny – 70. miejsce
- Curt Schreiner

sprint – 37. miejsce
bieg indywidualny – 51. miejsce
- Josh Thompson

sprint – 32. miejsce
bieg indywidualny – 16. miejsce
- Erich Wilbrecht

sprint – 49. miejsce
- Jon Engen
Duncan Douglas
Josh Thompson
Curt Schreiner

sztafeta – 13. miejsce
Kobiety
- Patrice Anderson

bieg indywidualny – 42. miejsce
- Nancy Bell-Johnstone

sprint – 44. miejsce
bieg indywidualny – 34. miejsce
- Beth Coats

bieg indywidualny – 47. miejsce
- Joan Guetschow

bieg indywidualny – 64. miejsce
- Mary Ostergren

sprint – 25. miejsce
- Joan Smith

sprint – 21. miejsce
bieg indywidualny – 55. miejsce
- Nancy Bell-Johnstone
Joan Smith
Mary Ostergren

sztafeta – 15. miejsce

### Bobsleje
Mężczyźni
- Brian Richardson
Greg Harrell

Dwójki – 24. miejsce
- Brian Shimer
Herschel Walker

Dwójki – 7. miejsce
- Randy Will
Joe Sawyer
Karlos Kirby
Chris Coleman

Czwórki – 9. miejsce
- Chuck Leonowicz
Bob Weissenfels
Bryan Leturgez
Jeff Woodard

Czwórki – 11. miejsce

### Biegi narciarskie
Mężczyźni
- John Aalberg

10 km stylem klasycznym – 18. miejsce
Bieg łączony – 26. miejsce
50 km stylem dowolnym – 33. miejsce
- John Bauer

10 km stylem klasycznym – 23. miejsce
Bieg łączony – 32. miejsce
- Luke Bodensteiner

30 km stylem klasycznym – 27. miejsce
50 km stylem dowolnym – 43. miejsce
- John Callahan

30 km stylem klasycznym – 49. miejsce
- Jim Curran

50 km stylem dowolnym – 56. miejsce
- John Farra

10 km stylem klasycznym – 60. miejsce
Bieg łączony – 49. miejsce
- Ben Husaby

10 km stylem klasycznym – 26. miejsce
Bieg łączony – 46. miejsce
- Pete Vordenberg

30 km stylem klasycznym – 51. miejsce
50 km stylem dowolnym – 57. miejsce
- John Aalberg
Ben Husaby
John Bauer
Luke Bodensteiner

sztafeta – 12. miejsce
Kobiety
- Ingrid Butts

5 km stylem klasycznym – 47. miejsce
Bieg łączony – 48. miejsce
- Dorcas Denhartog

15 km stylem klasycznym – 44. miejsce
30 km stylem dowolnym – 45. miejsce
- Nancy Fiddler

5 km stylem klasycznym – 25. miejsce
Bieg łączony – 29. miejsce
15 km stylem klasycznym – 27. miejsce
30 km stylem dowolnym – 29. miejsce
- Sue Forbes

15 km stylem klasycznym – 41. miejsce
- Nina Kemppel

5 km stylem klasycznym – 56. miejsce
Bieg łączony – 52. miejsce
- Leslie Thompson

5 km stylem klasycznym – 52. miejsce
Bieg łączony – 41. miejsce
- Brenda White

15 km stylem klasycznym – 36. miejsce
30 km stylem dowolnym – 49. miejsce
- Betsy Youngman

30 km stylem dowolnym – 43. miejsce
- Nancy Fiddler
Ingrid Butts
Leslie Thompson
Betsy Youngman

sztafeta – 13. miejsce

### Hokej na lodzie
Mężczyźni
- Greg Brown, Clark Donatelli, Ted Donato, Ted Drury, David Emma, Scott Gordon, Guy Gosselin, Bret Hedican, Steve Heinze, Sean Hill, Jim Johannson, Scott Lachance, Ray LeBlanc, Moe Mantha, Shawn McEachern, Marty McInnis, Joe Sacco, Tim Sweeney, Keith Tkachuk, Dave Tretowicz, C. J. Young, Scott Young – 4. miejsce

### Kombinacja norweska
Mężczyźni
- Ryan Heckman

Gundersen – 37. miejsce
- Joe Holland

Gundersen − DNF
- Tim Tetreault

Gundersen – 40. miejsce
- Todd Wilson

Gundersen – 39. miejsce
- Joe Holland
Tim Tetreault
Ryan Heckman

sztafeta – 8. miejsce

### Łyżwiarstwo figurowe
Mężczyźni
- Christopher Bowman

soliści – 4. miejsce
- Todd Eldredge

soliści – 10. miejsce
- Paul Wylie

soliści – 
Kobiety
- Tonya Harding

solistki – 4. miejsce
- Nancy Kerrigan

solistki – 
- Kristi Yamaguchi

solistki – 
Pary
- Natasha Kuchiki
Todd Sand

Pary sportowe – 6. miejsce
- Rachel Mayer
Peter Breen

Pary taneczne – 15. miejsce
- Jenni Meno
Scott Wendland

Pary sportowe – 11. miejsce
- April Sargent-Thomas
Russ Witherby

Pary taneczne – 11. miejsce
- Calla Urbanski
Rocky Marval

Pary sportowe – 10. miejsce

### Łyżwiarstwo szybkie
Mężczyźni
- Dave Besteman

1000 m – 20. miejsce
- Dave Cruikshank

500 m – 22. miejsce
- Eric Flaim

1000 m – 16. miejsce
1500 m – 24. miejsce
5000 m – 6. miejsce
- Mark Greenwald

5000 m – 19. miejsce
10 000 m – 24. miejsce
- Dan Jansen

500 m – 4. miejsce
1000 m – 26. miejsce
- Jeff Klaiber

10 000 m – 27. miejsce
- Nate Mills

500 m – 35. miejsce
- Marty Pierce

500 m – 19. miejsce
- Chris Shelley

1500 m – 32. miejsce
- Nick Thometz

500 m – 13. miejsce
1000 m – 15. miejsce
- Brian Wanek

1500 m – 12. miejsce
5000 m – 22. miejsce
10 000 m – 22. miejsce
Kobiety
- Bonnie Blair

500 m – 
1000 m – 
1500 m – 21. miejsce
- Peggy Clasen

500 m – 22. miejsce
1000 m – 29. miejsce
- Moira D’Andrea

1000 m – 32. miejsce
- Mary Docter

1500 m – 15. miejsce
3000 m – 15. miejsce
5000 m – 17. miejsce
- Michelle Kline

500 m – 26. miejsce
1000 m − DNF
3000 m – 25. miejsce
5000 m – 24. miejsce
- Tara Laszlo

1500 m – 27. miejsce
5000 m – 23. miejsce
- Kristen Talbot

500 m – 17. miejsce
- Angela Zuckerman

1500 m – 26. miejsce
3000 m – 22. miejsce

### Narciarstwo alpejskie
Mężczyźni
- Reggie Crist

zjazd – 28. miejsce
- Matt Grosjean

gigant − DNF
slalom – 10. miejsce
- AJ Kitt

zjazd – 9. miejsce
supergigant – 23. miejsce
kombinacja − DNF
- Joe Levins

slalom − DNF
- Tommy Moe

zjazd – 20. miejsce
supergigant – 28. miejsce
kombinacja – 18. miejsce
- Jeff Olson

supergigant – 13. miejsce
kombinacja − DNF
- Rob Parisien

gigant – 20. miejsce
- Casey Puckett

gigant – 25. miejsce
slalom − DNF
- Chris Puckett

gigant − DNF
- Kyle Rasmussen

zjazd – 16. miejsce
supergigant – 17. miejsce
kombinacja – 16. miejsce
- Kyle Wieche

slalom – 23. miejsce
Kobiety
- Kristin Krone

kombinacja − DNF
- Hilary Lindh

zjazd – 
supergigant – 17. miejsce
- Julie Parisien

supergigant − DNF
gigant – 5. miejsce
slalom – 4. miejsce
- Monique Pelletier

slalom – 18. miejsce
- Diann Roffe

supergigant − DNF
gigant – 
- Krista Schmidinger

zjazd – 12. miejsce
kombinacja – 11. miejsce
- Edith Thys

zjazd – 25. miejsce
gigant − DNF
- Eva Twardokens

supergigant – 8. miejsce
gigant – 7. miejsce
slalom − DNF
- Heidi Voelker

slalom – 20. miejsce

### Narciarstwo dowolne
Mężczyźni
- Bob Aldighieri

jazda po muldach – 23. miejsce
- Nelson Carmichael

jazda po muldach – 
- Chuck Martin

jazda po muldach – 15. miejsce
- Craig Rodman

jazda po muldach – 13. miejsce
Kobiety
- Ann Battelle

jazda po muldach – 21. miejsce
- Maggie Connor

jazda po muldach – 22. miejsce
- Liz McIntyre

jazda po muldach – 6. miejsce
- Donna Weinbrecht

jazda po muldach – 

### Saneczkarstwo
Mężczyźni
- Duncan Kennedy

jedynki – 10. miejsce
- Robert Pipkins

jedynki – 21. miejsce
- Wendel Suckow

jedynki – 12. miejsce
- Wendel Suckow
Bill Tavares

dwójki – 9. miejsce
- Chris Thorpe
Gordy Sheer

dwójki – 12. miejsce
Kobiety
- Cammy Myler

jedynki – 5. miejsce
- Erica Terwillegar

jedynki – 9. miejsce
- Bonny Warner

jedynki – 18. miejsce

### Short track
Mężczyźni
- Andy Gabel

1000 m − DNF
Kobiety
- Cathy Turner

500 m – 
- Amy Peterson

1500 m – 21. miejsce
- Darcie Dohnal
Amy Peterson
Cathy Turner
ikki Ziegelmeyer

sztafeta – 

### Skoki narciarskie
Mężczyźni
- Jim Holland

Skocznia normalna – 13. miejsce
Skocznia duża – 12. miejsce
- Bob Holme

Skocznia normalna – 51. miejsce
Skocznia duża – 36. miejsce
- Ted Langlois

Skocznia normalna – 28. miejsce
Skocznia duża – 48. miejsce
- Bryan Sanders

Skocznia normalna – 38. miejsce
Skocznia duża – 36. miejsce
- Jim Holland
Ted Langlois
Bryan Sanders
Bob Holme

drużynowo – 12. miejsce